# Upper Charles River Reservation
Das Gebiet Upper Charles River Reservation ist ein State Park im Bundesstaat Massachusetts der Vereinigten Staaten. Der Park wird vom Department of Conservation and Recreation (DCR) verwaltet und ist Teil des Metropolitan Park System of Greater Boston. Das Schutzgebiet umfasst eine ca. 24 km lange Teilstrecke des Charles River und erstreckt sich vom Staudamm in Watertown (42° 21′ 55″ N, 71° 11′ 21″ W) über die Stadtgebiete Newton, Waltham, Weston und Needham bis zum Riverdale Park in West Roxbury (42° 16′ 17″ N, 71° 10′ 25″ W). Ein Teil der Charles River Reservation Parkways verläuft ebenfalls durch das Gebiet.

## Beschreibung
Im gesamten Schutzgebiet gibt es aneinander anschließende Wanderwege, die Besucher entlang der Ufer des Charles River führen. Durchgeführte Renaturierungsmaßnahmen haben die Rückkehr von einheimischen Vögeln und Wildtieren ermöglicht, die nun mit etwas Glück angetroffen werden können. Insbesondere im Lakes District können Kanadareiher, Nachtreiher, Stockenten, Säger, Kormorane, Eisvögel, Grasmücken, Sperlinge, Schwalben, Spechte, Bisamratten, Kaninchen, Waschbären, Mäuse, Schildkröten, Schlangen und Frösche beobachtet werden.

## Geschichte

### Ausweisung als Schutzgebiet
Die Ufer des Upper Charles River wurden von der Metropolitan Park Commission, der Vorgängerorganisation des DCR, bereits zu einem sehr frühen Zeitpunkt als Schutzgebiet ausgewiesen. Im frühen 19. Jahrhundert entstanden auf diese Weise historische Parks wie Hemlock Gorge Reservation, Riverside Amusement Park (heute Six Flags New England) und Norumbega Park, die schnell zu den beliebtesten Erholungsgebieten in der Metropolregion Greater Boston wurden.
In den 1960er Jahren wurden die Parks Riverside und Norumbega aufgrund von starker Verschmutzung des Flusses geschlossen. Seit den 1970er Jahren gibt es jedoch ein gestiegenes öffentliches Interesse an Umweltproblemen, das zu einer Verbesserung der Wasserqualität und der Sauberkeit der Ufer geführt hat. In den 1980er Jahren wurden insgesamt fünf neue Parks in Zusammenarbeit mit den Anliegerstädten eröffnet.
Ein 6 mi (9,66 km) langes Teilstück des Flusses, das sich vom Watertown Square bis zur Commonwealth Avenue in Newton und Weston erstreckt, wurde als selbsterhaltendes Naturreservat restauriert. Ein Wanderweg verbindet heute ohne Unterbrechungen den Upper Charles River und seine umliegenden Gemeinden mit dem Wanderwegenetz entlang des Charles River in Cambridge und Boston.

### Renaturierung
Das Aussehen der Upper Charles River Reservation hat sich in den zurückliegenden 25 Jahren grundlegend verändert. Sowohl die Wasserqualität als auch der Zustand der Uferbereiche konnten erheblich verbessert werden. Insbesondere wurde Wert auf die Verbesserung der Lebensbedingungen für Tiere und Pflanzen gelegt, indem ein angemessenes Niederschlagswasser-Management eingeführt und überwiegend einheimische Pflanzen neu angesiedelt wurden.
Traditionell wurden die großen Flüsse in den Vereinigten Staaten über Jahrhunderte hinweg als wesentliche industrielle Ressource und als Transportweg betrachtet. Von 1634 bis in das frühe 19. Jahrhundert hinein wurden entlang des Charles River zwischen Natick und Watertown neun Staudämme errichtet, um die Kraft des Wassers für neue Industriebetriebe zu nutzen. So kombinierte die 1814 in Waltham in Betrieb genommene Moody Street Mill als erste ihrer Art in den Vereinigten Staaten das Spinnen und Weben von Baumwolle in einer einzigen Fabrik. Ebenso wurden dort die ersten mit Wasserkraft betriebenen Webstühle eingesetzt. Heute befindet sich in dem Gebäude das Charles River Museum of Industry, das ein umfassendes Porträt der industriellen Vergangenheit des Flusses zeigt.
Der Ansiedlung der Industrien folgte die Entsorgung von festen und flüssigen Abfällen sowie von Niederschlagswasser in den Fluss. Die Staudämme fügten im Zusammenspiel mit der industriellen Verschmutzung dem ökologischen Gleichgewicht des Flusses während des gesamten 19. Jahrhunderts erheblichen Schaden zu. Erst gegen Ende des Jahrhunderts wurde Notiz von den Auswirkungen genommen und erste Maßnahmen zum Schutz des Flusses und seiner Ufer eingeleitet. Ein Großteil der geschätzten 18 mi (28,97 km) ungeschützter und unentwickelter Uferbereiche im heutigen Schutzgebiet wurden in den späten 1890er Jahren von der Metropolitan Parks Commission, der Vorgängerorganisation des DCR, erworben. Dem Kauf folgten 40 Jahre der Flussentwicklung und Parkkonstruktion.
Zwischen 1930 und 1970 stieg der Anteil an Abwässern und Industrieabfällen jedoch aufgrund der zunehmenden Besiedlungsdichte im Ballungsraum der Metropolregion wieder an, da die zur Jahrhundertwende gebauten Abwasserkanäle mit dem Wachstum nicht mithalten konnten. In der Folge sank mit der Wasserqualität auch der Freizeitwert des Schutzgebiets, so dass in den frühen 1960er Jahren die Parks Riverside und Norumbega aufgrund von Baufälligkeit geschlossen werden mussten.
Das Schutzgebiet profitierte direkt von der Umweltbewegung der frühen 1970er Jahre. Bemühungen von öffentlichen Einrichtungen und Bürgerbewegungen wie der Charles River Watershed Association führten wieder zu einer spürbaren Verbesserung der Wasserqualität. Die noch bestehenden Reste der Parks Riverside und Norumbega wurden modernisiert und neu eröffnet. Die verbesserte Wasserqualität führte direkt zu einem erneuten Fokus auf die Ufer des Charles River und zur Errichtung des heutigen Grüngürtels entlang des Schutzgebiets.